# Chris Tame
Christopher Ronald Tame (20 de diciembre de 1949 – 20 de marzo de 2006) fue un activista político libertario británico. Es ampliamente reconocido por haber fundado y dirigido la Alianza Libertaria, un grupo de expertos centrado en la promoción de las libertades civiles y el libre mercado.

## Primeros años
Tame nació el 20 de diciembre de 1949 en Enfield, Middlesex. Su padre, Ronald Ernest Tame, era impresor y había servido en el Octavo Ejército durante la Segunda Guerra Mundial como escolta de Bernard Montgomery, recibiendo menciones en los despachos.Posteriormente, trabajó como grabador de procesos y delegado sindical. La madre de Tame, Elsie Florence, era enfermera.Ambos se conocieron y se casaron al final de la guerra. Tame fue hijo únicoy creció en la Gran Bretaña de la posguerra.
Tame se crio en Godalming, Surrey, a donde se había trasladado su familia. Asistió a una escuela primaria local de la Iglesia de Inglaterra y luego continuó sus estudios en una grammar school. En 1971, se graduó de la Universidad de Hull con un título en Estudios Americanos.

## Alianza Libertaria
Tame se unió a la organización de estudiantes conservadores de Hull, donde se implicó activamente. Sin embargo, desilusionado por la mentalidad intervencionista y autoritaria del grupo, decidió abandonarlo y nunca regresó. Sentía que el Partido Conservador estaba dominado por una "élite corporativa" vinculada a un "capitalismo de estado corrupto". Su salida fue anunciada públicamente desde la tribuna durante una conferencia anual de la Federación de Estudiantes Conservadores a principios de los años 1970.
En 1967, Tame fundó la Alianza Libertaria como un grupo de discusión informal,adoptando ideas de Ayn Rand, entre otros. La organización se formalizó en 1979, con Tame como presidente.La Libertarian Alliance tenía su sede en la Librería Alternativa, que Tame había abierto en Covent Garden, Londres, un año antes.La librería se anunciaba en la revista de la Asociación Nacional por la Libertad, The Free Nation.
Después de completar sus estudios universitarios, Tame se trasladó a Londres, donde trabajó principalmente para el Instituto de Asuntos Económicos y la Asociación Nacional por la Libertad.
En 1978, Tame fundó la Librería Alternativa y se convirtió en su gerente. La librería se transformó en un punto de encuentro para liberales clásicos, anarquistas y defensores del libre mercado, y en una ocasión fue atacada con un cóctel molotov por miembros del SWP.La librería cerró en 1985 debido a un aumento insostenible del alquiler.

## Creencias políticas
Tame no creía en la búsqueda del poder político ni en la propaganda de masas, pero consideraba crucial influir en el debate intelectual.Bajo la organización de la Alianza Libertaria, publicó de manera prolífica. Una de sus obras, publicada en 1989, se titulaba Los impuestos son un robo. Además de escribir, Tame disfrutaba participando en debates con los visitantes de su librería.
Tame también se oponía firmemente a la censura. Durante los años de Margaret Thatcher, criticó las contradicciones de los conservadores que afirmaban apoyar la economía de libre mercado, pero a la vez pedían la censura de publicaciones "obscenas". En la conferencia del Partido Conservador de 1990, Tame interrumpió una manifestación organizada por la activista moral cristiana Mary Whitehouse al coordinar una intervención con modelos escasamente vestidas que se proclamaban "conservadoras contra la censura sexual".

## Partido Conservador
A comienzos de la década de 1980, Tame fue contratado por Sir Keith Joseph en el Departamento de Comercio e Industria, para crear una lista de lecturas que ayudara a cambiar la mentalidad intervencionista de los funcionarios públicos, orientándolos hacia la defensa de los mercados libres auténticos y la privatización.
Como monetarista, Tame tuvo un papel clave en convencer a Margaret Thatcher, Geoffrey Howe y Sir Keith Joseph de que la inflación era el resultado de problemas en el control de la oferta monetaria, desafiando la visión convencional dentro del conservadurismo, que atribuía la inflación a factores como los sindicatos codiciosos, los especuladores, los jeques petroleros y otros "fantasmas".

## Periodismo
A mediados de la década de 1980, Tame trabajó como productor de Diverse Reports, una serie del Channel 4 que abordaba temas de actualidad desde perspectivas tanto libertarias como socialistas.
En 1983, mientras investigaba para un artículo sobre la facilidad con la que se podían adquirir armas, granadas y otros artículos militares mediante una tarjeta de crédito por correo desde los Estados Unidos, Tame decidió hacerlo y llevó su colección de armamento ligero en una mochila para continuar trabajando en la biblioteca de la Embajada de los Estados Unidos en Grosvenor Square, Londres. Fue arrestado y acusado, pero finalmente absuelto.

## FOREST y los derechos de los fumadores
Tame no fumaba y era un entusiasta de la actividad física, pero filosóficamente creía que el cuerpo de un fumador era suyo y que la libertad de una persona debía incluir la libertad de tomar decisiones insensatas en este aspecto. Defendió los derechos de los fumadores como director del grupo de interés FOREST de 1988 a 1995. Durante su tiempo en FOREST, fue un usuario frecuente de las bibliotecas de Westminster, solicitando muchos libros poco conocidos que eran proporcionados por el Centro de Suministro de Documentos de la Biblioteca Británica a la sucursal de Great Smith Street. Despidió a tres directores de ASH (Acción sobre el Tabaquismo y la Salud) y obligó a la organización a cambiar su enfoque, alejándose del paternalismo de preservar la salud del fumador o del posible fumador, hacia el daño del tabaquismo pasivo a los no fumadores.En 1992, ganó una indemnización por difamación después de demandar con éxito a LBC Radio, que lo acusó de "introducir los cigarrillos a los niños pequeños y ayudar a matar a 110,000 personas al año".En 1995, Tame fue destituido como director de FOREST.

## Años posteriores
En la última parte de su vida, Tame se trasladó a Ramsgate, donde estuvo trabajando en una Bibliografía de la libertad de siete volúmenes.
Tame era un ávido coleccionista de libros económicos y filosóficos, y había reunido una colección de aproximadamente 40,000 obras, incluyendo una serie de documentos liberales clásicos raros, algunos de los cuales fueron donados a la Fundación para la Educación Económica en Nueva York.Gran parte del resto de su colección fue donada a la Facultad de Economía de la Escuela de Economía y Negocios de Praga, en Chequia.Además, Tame era un frecuente usuario del sistema de bibliotecas públicas, especialmente de la Biblioteca Westminster y de la biblioteca de Great Smith Street.
Tame falleció el 20 de marzo de 2006 debido a un cáncer de huesos agresivo, diagnosticado un año antes. Se había divorciado en dos ocasiones y no tenía hijos.

## Legado
Desde el fallecimiento de Tame, la Alianza Libertaria, bajo la dirección de Sean Gabb y el entonces presidente Tim Evans, ha establecido una serie de “Premios en honor a Chris R. Tame”. En 2008, este galardón fue otorgado al anarquista estadounidense de izquierda Keith Preston por su ensayo La libre empresa: el antídoto contra la plutocracia corporativa.En 2010, se celebró la "Conferencia en honor a Chris R. Tame", que fue pronunciada por Stephen Davies, del Instituto de Asuntos Económicos.